# Rognan
Rognan este o localitate din comuna Saltdal, provincia Nordland, Norvegia, cu o suprafață de 2,6 km² și o populație de 2.603 locuitori (2013).